# TWO NIGHTS (THE GOOD-BYEの曲)
『TWO NIGHTS』（トゥナイト）は、1985年11月1日に発売された、THE GOOD-BYEの8枚目のシングルである。 

## 収録曲
- SIDE A

1. TWO NIGHTS [3:10]
作詞:野村義男／作曲:曽我泰久・P.Willson／編曲:THE GOOD-BYE
  - THE GOOD-BYE 主演ミュージカル『原宿物語』のテーマソング。

- SIDE B

1. GOOD,NIGHT (Hark,the Angels'come) [2:18]
作詞:野村義男／作曲:曽我泰久／編曲:THE GOOD-BYE

## 楽曲の収録アルバム
- NOT 4 SALE（#1）
- OLDIES BUT Good-Buy!（#1）
- Anthology 1983〜1990（#1、#2）
- READY! STEADY!! THE GOOD-BYE!!!（#1、#2）
- 4 SALE（リマスター盤）（#1、#2）